# Liste der Monuments historiques in Blamont
Die Liste der Monuments historiques in Blamont führt die Monuments historiques in der französischen Gemeinde Blamont auf.

## Liste der Objekte
| Bezeichnung     | Beschreibung                                             | Standort                          | Kennzeichnung | Schutzstatus | Datum | Bild |
| --------------- | -------------------------------------------------------- | --------------------------------- | ------------- | ------------ | ----- | ---- |
| Abendmahlskanne | Zinn, um 1700                                            | in der lutherischen Kirche (Lage) | PM25000405    | Classé       | 1961  |      |
| Oblatendose     | Zinn, 18. Jahrhundert                                    | in der lutherischen Kirche (Lage) | PM25000406    | Classé       | 1961  |      |
| Kelch           | Zinn, 18. Jahrhundert; Zinngießer Georges-Samuel Ferrand | in der lutherischen Kirche (Lage) | PM25000407    | Classé       | 1961  |      |